# باروری و هوش
باروری و هوش (انگلیسی: Fertility and intelligence) رابطه بین باروری و هوش در بسیاری از مطالعات جمعیت‌شناسی مورد بررسی قرار گرفته‌است. شواهدی وجود دارد که در سطح جمعیت، معیارهای هوش مانند پیشرفت تحصیلی و سواد با نرخ باروری در برخی زمینه‌ها همبستگی منفی دارد. با این حال، مطالعات ژنتیکی شواهدی برای اثرات تبه‌ژن‌شناسی (دیسژنیک) در جمعیت‌های انسانی نشان نداده‌است. نظریه‌های مربوط به اثرات تبه‌ژن‌شناسی و اصلاح نژاد در جمعیت‌های انسانی از لحاظ تاریخی با نژادگرایی علمی مرتبط بوده‌است.

## دیدگاه‌ها و تحقیقات اولیه
استدلال شده‌است که همبستگی منفی بین باروری و هوش (که با IQ اندازه‌گیری می‌شود) در بسیاری از نقاط جهان وجود داشته‌است. با این حال، مطالعات اولیه «سطحی و توهم‌آمیز» بودند و به وضوح توسط داده‌های محدودی که جمع‌آوری کردند پشتیبانی نمی‌شدند.
برخی از اولین مطالعات در مورد این موضوع بر روی افرادی انجام شد که قبل از ظهور تست IQ، در اواخر قرن نوزدهم، با بررسی باروری مردان فهرست شده در او چه کسی است؟ (شرح حال شخصیت‌ها و نخبگان جهان) است، این افراد احتمالاً از هوش بالایی برخوردار بودند. این مردان، در مجموع، فرزندان کمی داشتند که دلالت بر یک همبستگی دارد.
مطالعات دقیق‌تری که بر روی آمریکایی‌های زنده پس از جنگ جهانی دوم انجام شد، نتایج متفاوتی را نشان داد که نشان‌دهنده یک همبستگی مثبت جزئی با توجه به هوش است. یافته‌های این تحقیقات برای آزبورن و باجما که در اواخر سال ۱۹۷۲ نوشتند، به اندازه‌ای سازگار بود که به این نتیجه رسیدند که الگوهای باروری اصلاح نژاد است و روند تولیدمثلی به سمت افزایش فراوانی ژن‌های مرتبط با ضریب هوشی بالاتر. احتمالاً در آینده قابل پیش‌بینی در ایالات متحده ادامه خواهد یافت و در سایر دموکراسی‌های دولتی رفاه صنعتی نیز یافت خواهد شد. چندین بازبینی یافته‌ها را زودهنگام دانستند و استدلال می‌کردند که نمونه‌ها در سطح ملی غیرنماینده هستند، و عموماً محدود به سفیدپوستان متولد شده بین سال‌های ۱۹۱۰ و ۱۹۴۰ در ایالت‌های دریاچه‌های بزرگ هستند. سایر محققان در دهه ۱۹۶۰ پس از دو دهه باروری خنثی یا مثبت شروع به گزارش یک همبستگی منفی کردند.
در سال ۱۹۸۲، دانیل وینینگ جونیور در یک مطالعه بزرگ در مورد باروری بیش از ۱۰۰۰۰ فرد در سراسر ایالات آمریکا که در آن زمان ۲۵ تا ۳۴ سال داشتند، به دنبال این مسائل بود. باروری در مطالعه او ۰٫۸۶- با بهره هوشی برای زنان سفیدپوست و ۰٫۹۶- برای زنان سیاه‌پوست همبستگی داشت. وینینگ استدلال کرد که این نشان دهنده کاهش میانگین بهره هوشی ۱٫۶ در هر نسل برای جمعیت سفیدپوست و ۲٫۴ امتیاز در هر نسل برای جمعیت سیاه‌پوست است.
وینینگ با در نظر گرفتن این نتایج همراه با نتایج محققان قبلی نوشت که در دوره‌های افزایش نرخ زاد و ولد، افراد با هوش بالاتر تمایل به باروری دارند، اگر نگوییم بیشتر از باروری کل جمعیت، اما بنابراین به نظر می‌رسد کاهش اخیر در باروری روند دیسژنیک مشاهده شده برای دوره مشابه کاهش باروری بین سال‌های ۱۸۵۰ و ۱۹۴۰ را احیا کرده‌است. برای رفع این نگرانی مبنی بر اینکه باروری این نمونه نمی‌تواند کامل در نظر گرفته شود، وینینگ یک مطالعه بعدی را برای همان نمونه ۱۸ سال بعد انجام داد و همبستگی منفی یکسان، هرچند اندکی کاهش یافته، را بین IQ و باروری گزارش کرد.
منتقدان به مشارکت وینینگ با مجله برترپنداری نژاد سفید فصلنامه بشریت و پذیرش کمک‌های مالی از صندوق پایونیر اشاره می‌کنند.

## پژوهش‌های بعدی
در مطالعه ای در سال ۱۹۸۸، رترفورد و سیول ارتباط بین هوش اندازه‌گیری شده و باروری بیش از ۹۰۰۰ فارغ‌التحصیل دبیرستان در ویسکانسین را در سال ۱۹۵۷ مورد بررسی قرار دادند و رابطه معکوس بین IQ و باروری را برای هر دو جنس تأیید کردند، اما در مورد زنان این رابطه معکوس بسیار بیشتر بود. اگر کودکان به‌طور متوسط همان ضریب هوشی والدین خود را داشتند، ضریب هوشی، ۰/۸۱ در هر نسل کاهش می‌یافت. با در نظر گرفتن ۰٫۷۱ برای وراثت پذیری افزایشی IQ که توسط جینکس و فولکر ارائه شده‌است، آنها کاهش دیسژنیک ۰٫۵۷ امتیاز IQ در هر نسل را محاسبه کردند.
روان‌شناس جنجالی ریچارد لین از طرفداران قوی نظریه‌های تبه‌ژن‌شناسی (دیسژنیک) بوده‌است. در مطالعه‌ای در سال ۱۹۹۹، ریچارد لین رابطه بین هوش بزرگسالان ۴۰ سال به بالا و تعداد فرزندان و خواهر و برادرشان را بررسی کرد. داده‌ها از نظرسنجی مرکز ملی تحقیقات افکار در سال ۱۹۹۴ در میان نمونه‌ای نماینده از ۲۹۹۲ فرد ۱۸ ساله انگلیسی‌زبان جمع‌آوری شد. او بین هوش بزرگسالان آمریکایی و تعداد فرزندان و خواهر و برادرهایی که داشتند، همبستگی منفی پیدا کرد، اما فقط برای زنان. او همچنین گزارش داد که عملاً هیچ ارتباطی بین هوش زنان و تعداد فرزندانی که آنها کمال مطلوب می‌دانستند وجود ندارد. در سال ۲۰۰۴، لین و ماریان ون کورت تلاش کردند تا کار وینینگ را به‌طور مستقیم تکرار کنند. مطالعه آنها نتایج مشابهی را نشان داد، با کاهش ضریب هوشی ۰٫۹ در هر نسل برای کل نمونه و ۰٫۷۵ امتیاز IQ فقط برای سفیدپوستان.
با این حال، تحقیقات ریچارد لین به‌عنوان شبه‌علم و عملکرد ضعیف تحقیقاتی و همچنین به دلیل ترویج نژادگرایی علمی و برترپنداری نژاد سفید به‌طور گسترده مورد انتقاد قرار گرفته‌است. به ویژه با توجه به وضعیت لین به عنوان سردبیر مجله فصلنامه بشریت که با لغو عنوان استاد بازنشستگی افتخاری روان‌شناسی در دانشگاه اولستر در سال ۲۰۱۸ به اوج خود رسید.
بوتول و همکاران (۲۰۱۳) یک ارتباط منفی قوی بین IQ در سطح شهرستان و نرخ باروری در سطح شهرستان در ایالات متحده گزارش کردند.
مطالعه‌ای در سال ۲۰۱۴ توسط ساتوشی کانازاوا با استفاده از داده‌های مطالعه ملی رشد کودک نشان داد که زنان و مردان باهوش‌تر تمایل بیشتری به بی‌فرزندی دارند، اما تنها زنان باهوش‌تر – نه مردان – احتمال بیشتری دارد که واقعاً و در عمل بدون فرزند بمانند.

## پژوهش‌های بین‌المللی

نقشه کشورها بر اساس نرخ باروری (۲۰۲۰)، با توجه به دفتر مرجع جمعیت

اگرچه بسیاری از تحقیقات در مورد هوش و باروری به افراد در یک کشور (معمولا ایالات متحده) محدود شده‌است، استیون شاتز (۲۰۰۸) این تحقیق را در سطح بین‌المللی گسترش داد. او دریافت که «کشورهایی با نمرات هوش ملی پایین‌تر تمایل زیادی به نرخ باروری بالاتر و برای کشورهایی با نمرات هوش ملی بالاتر (هوش و نژاد) به نرخ باروری پایین‌تر وجود دارد.
لین و هاروی (۲۰۰۸) همبستگی ۰٫۷۳- را بین IQ ملی و باروری پیدا کردند. آنها تخمین زدند که این اثر کاهش ضریب هوشی ژنوتیپی جهان به میزان ۰٫۸۶ امتیاز ضریب هوشی برای سال‌های ۱۹۵۰–۲۰۰۰ بوده‌است. کاهش بیشتر ۱٫۲۸ امتیازی در IQ ژنوتیپ جهان برای سال‌های ۲۰۰۰–۲۰۵۰ پیش‌بینی شده‌است. در دوره اول، این اثر با اثر فلین که باعث افزایش ضریب هوشی فنوتیپ شد جبران شد، اما مطالعات اخیر در چهار کشور توسعه‌یافته نشان داده‌است که این جبران اکنون متوقف شده یا معکوس شده‌است. آنها احتمال می‌دادند که ضریب هوشی ژنوتیپی و فنوتیپی به تدریج شروع به کاهش برای کل جهان کنند.